# IC 3855
IC 3855 ist eine linsenförmige Galaxie vom Hubble-Typ S0 im Sternbild Jagdhunde. Sie ist schätzungsweise 461 Millionen Lichtjahre von der Milchstraße entfernt. 
Das Objekt wurde am 21. März 1903 von Max Wolf entdeckt.